# 查尔斯·迪恩大桥
查尔斯·迪恩大桥（英語：Charles W. Dean Bridge），1999年以前被称为大河大桥（英語：Great River Bridge），是美国的一座规划中的四车道公路斜拉桥，位于阿肯色州阿肯色城与密西西比州伯诺伊特之间，跨越密西西比河，承载69号州际公路和278号美国国道。阿肯色州公路运输部（AHTD）于2006年10月开始为该项目征收土地，但还没有为项目建设提供资金。

## 概况
前期可行性研究表明，大桥总长将达到4.25英里（6.84），主桥斜拉桥主跨长1,500英尺（457.20），跨越河流主航道，两侧桥塔高450英尺（137.16）。工程预算约5.65亿美元。
大桥名称来自查尔斯·W·迪恩（Charles W. Dean）（1927－1998），他是一位来自密西西比州克利夫兰的工程师，曾于1984年建议修建此桥。1999年，密西西比州通过一项法案将这座规划桥梁以他的名字命名。

## 历史
密西西比州工程师查尔斯·W·迪恩最早于1984年提出了修建大河大桥的建议，最初是278号美国国道穿越下密西西比河三角洲改道计划的一部分，美国联邦公路管理局（FHWA）于2004年批准了环境影响报告书（EIS），并发布了大桥的决议记录（ROD）。
联邦公路管理局于2006年和2010年，分别批准69号州际公路的阿肯色段和密西西比段将连接至大桥两端，因此，可以确定查尔斯·迪恩大桥未来还将承载69号州际公路。

## 项目现状
大桥工程的环境分析和设计工作已经完成。自2006年10月起，阿肯色州公路运输部已经获得了阿肯色一侧大桥及连接道路所需的性能参数，在其2011-2013年州交通改善计划中，阿肯色州公路运输部打算在2011年根据资金条件开始兴建阿肯色一侧的连接道路及结构物。大桥及其连接道路的建设将随资金情况而展开。